# Tour du Pays basque 2018
Le Tour du Pays basque 2018 est la 58e édition de cette course cycliste masculine sur route. Il a lieu du 2 au 7 avril 2018 au Pays basque, en Espagne, et fait partie du calendrier UCI World Tour 2018 en catégorie 2.UWT.

## Présentation
Le Tour du Pays basque connaît en 2018 sa 58e édition. Il est organisé depuis 2009 par l'Organizaciones Deportivas Euskadi.

### Équipes
Le Tour du Pays basque étant inscrit au calendrier de l'UCI World Tour, les dix-huit « World Teams » y participent. Quatre équipes continentales professionnelles ont reçu une invitation : les trois équipes continentales professionnelles espagnoles Burgos BH, Caja Rural-Seguros et Euskadi Basque Country-Murias, et l'équipe française Cofidis, dont le sponsor principal est également sponsor de la course.
| WorldTeams (18)- AG2R La Mondiale - Astana - Bahrain-Merida - BMC Racing Team - Bora-Hansgrohe - Dimension Data - EF Education First-Drapac p/b Cannondale - Groupama-FDJ - Katusha-Alpecin - Lotto Soudal - Mitchelton-Scott - Movistar Team - Quick-Step Floors - Sky - Lotto NL-Jumbo - Team Sunweb - Trek-Segafredo - UAE Team Emirates Équipes continentales professionnelles (4)- Burgos-BH - Caja Rural-Seguros RGA - Cofidis, Solutions Crédits - Euskadi Basque Country-Murias |
| |

## Étapes
| Étape     | Date   | Villes étapes              | type                        | Distance (km) | Vainqueur d'étape  | Leader du classement général |
| --------- | ------ | -------------------------- | --------------------------- | ------------- | ------------------ | ---------------------------- |
| 1re étape | 2 avr. | Zarautz – Zarautz          | étape de moyenne montagne   | 162,1         | Julian Alaphilippe | Julian Alaphilippe           |
| 2e étape  | 3 avr. | Zarautz – Bermeo           | étape de moyenne montagne   | 166,7         | Julian Alaphilippe | Julian Alaphilippe           |
| 3e étape  | 4 avr. | Bermeo – Valdegovía-Gaubea | étape vallonnée             | 184,8         | Jay McCarthy       | Julian Alaphilippe           |
| 4e étape  | 5 avr. | Lodosa – Lodosa            | contre-la-montre individuel | 19,4          | Primož Roglič      | Primož Roglič                |
| 5e étape  | 6 avr. | Vitoria-Gasteiz – Eibar    | étape de montagne           | 164,7         | Omar Fraile        | Primož Roglič                |
| 6e étape  | 7 avr. | Eibar – Arrate             | étape de montagne           | 122,2         | Enric Mas          | Primož Roglič                |

## Déroulement de la course

### 1reétape
| \| Classement de l'étape \| Classement de l'étape \| Classement de l'étape \| Classement de l'étape \| Classement de l'étape \| \| Coureur \| Coureur \| Pays \| Équipe \| Temps \| \| --------------------- \| --------------------- \| --------------------- \| --------------------- \| --------------------- \| \| 1er \| Julian Alaphilippe \| France \| Quick-Step Floors \| 4 h 17 min 46 s \| \| 2e \| Primož Roglič \| Slovénie \| LottoNL-Jumbo \| + 0 s \| \| 3e \| Pello Bilbao \| Espagne \| Astana \| + 23 s \| \| 4e \| Enric Mas \| Espagne \| Quick-Step Floors \| + 23 s \| \| 5e \| Gorka Izagirre \| Espagne \| Bahrain-Merida \| + 23 s \| \| 6e \| Emanuel Buchmann \| Allemagne \| Bora-Hansgrohe \| + 23 s \| \| 7e \| Patrick Konrad \| Autriche \| Bora-Hansgrohe \| + 23 s \| \| 8e \| Jelle Vanendert \| Belgique \| Lotto-Soudal \| + 23 s \| \| 9e \| Romain Bardet \| France \| AG2R La Mondiale \| + 23 s \| \| 10e \| Nairo Quintana \| Colombie \| Movistar Team \| + 23 s \| |                    |           |                   |                 |
| |                    |           |                   |                 |
| |                    |           |                   |                 |
| Classement de l'étape |                    |           |                   |                 |
| Coureur | Coureur            | Pays      | Équipe            | Temps           |
| 1er | Julian Alaphilippe | France    | Quick-Step Floors | 4 h 17 min 46 s |
| 2e | Primož Roglič      | Slovénie  | LottoNL-Jumbo     | + 0 s           |
| 3e | Pello Bilbao       | Espagne   | Astana            | + 23 s          |
| 4e | Enric Mas          | Espagne   | Quick-Step Floors | + 23 s          |
| 5e | Gorka Izagirre     | Espagne   | Bahrain-Merida    | + 23 s          |
| 6e | Emanuel Buchmann   | Allemagne | Bora-Hansgrohe    | + 23 s          |
| 7e | Patrick Konrad     | Autriche  | Bora-Hansgrohe    | + 23 s          |
| 8e | Jelle Vanendert    | Belgique  | Lotto-Soudal      | + 23 s          |
| 9e | Romain Bardet      | France    | AG2R La Mondiale  | + 23 s          |
| 10e | Nairo Quintana     | Colombie  | Movistar Team     | + 23 s          |

| \| Classement général \| Classement général \| Classement général \| Classement général \| Classement général \| \| Coureur \| Coureur \| Pays \| Équipe \| Temps \| \| ------------------ \| ------------------ \| ------------------ \| ------------------ \| ------------------ \| \| 1er \| Julian Alaphilippe \| France \| Quick-Step Floors \| 4 h 17 min 36 s \| \| 2e \| Primož Roglič \| Slovénie \| LottoNL-Jumbo \| + 4 s \| \| 3e \| Pello Bilbao \| Espagne \| Astana \| + 29 s \| \| 4e \| Enric Mas \| Espagne \| Quick-Step Floors \| + 33 s \| \| 5e \| Gorka Izagirre \| Espagne \| Bahrain-Merida \| + 33 s \| \| 6e \| Emanuel Buchmann \| Allemagne \| Bora-Hansgrohe \| + 33 s \| \| 7e \| Patrick Konrad \| Autriche \| Bora-Hansgrohe \| + 33 s \| \| 8e \| Jelle Vanendert \| Belgique \| Lotto-Soudal \| + 33 s \| \| 9e \| Romain Bardet \| France \| AG2R La Mondiale \| + 33 s \| \| 10e \| Nairo Quintana \| Colombie \| Movistar Team \| + 33 s \| |                    |           |                   |                 |
| |                    |           |                   |                 |
| |                    |           |                   |                 |
| Classement général |                    |           |                   |                 |
| Coureur | Coureur            | Pays      | Équipe            | Temps           |
| 1er | Julian Alaphilippe | France    | Quick-Step Floors | 4 h 17 min 36 s |
| 2e | Primož Roglič      | Slovénie  | LottoNL-Jumbo     | + 4 s           |
| 3e | Pello Bilbao       | Espagne   | Astana            | + 29 s          |
| 4e | Enric Mas          | Espagne   | Quick-Step Floors | + 33 s          |
| 5e | Gorka Izagirre     | Espagne   | Bahrain-Merida    | + 33 s          |
| 6e | Emanuel Buchmann   | Allemagne | Bora-Hansgrohe    | + 33 s          |
| 7e | Patrick Konrad     | Autriche  | Bora-Hansgrohe    | + 33 s          |
| 8e | Jelle Vanendert    | Belgique  | Lotto-Soudal      | + 33 s          |
| 9e | Romain Bardet      | France    | AG2R La Mondiale  | + 33 s          |
| 10e | Nairo Quintana     | Colombie  | Movistar Team     | + 33 s          |

### 2eétape
| \| Classement de l'étape \| Classement de l'étape \| Classement de l'étape \| Classement de l'étape \| Classement de l'étape \| \| Coureur \| Coureur \| Pays \| Équipe \| Temps \| \| --------------------- \| --------------------- \| --------------------- \| --------------------- \| --------------------- \| \| 1er \| Julian Alaphilippe \| France \| Quick-Step Floors \| 4 h 11 min 47 s \| \| 2e \| Primož Roglič \| Slovénie \| LottoNL-Jumbo \| + 0 s \| \| 3e \| Gorka Izagirre \| Espagne \| Bahrain-Merida \| + 0 s \| \| 4e \| Mikel Landa \| Espagne \| Movistar Team \| + 0 s \| \| 5e \| Patrick Konrad \| Autriche \| Bora-Hansgrohe \| + 15 s \| \| 6e \| Eduard Prades \| Espagne \| Euskadi-Murias \| + 15 s \| \| 7e \| Pello Bilbao \| Espagne \| Astana \| + 15 s \| \| 8e \| Rudy Molard \| France \| Groupama-FDJ \| + 15 s \| \| 9e \| Enric Mas \| Espagne \| Quick-Step Floors \| + 15 s \| \| 10e \| Ion Izagirre \| Espagne \| Bahrain-Merida \| + 15 s \| |                    |          |                   |                 |
| |                    |          |                   |                 |
| |                    |          |                   |                 |
| Classement de l'étape |                    |          |                   |                 |
| Coureur | Coureur            | Pays     | Équipe            | Temps           |
| 1er | Julian Alaphilippe | France   | Quick-Step Floors | 4 h 11 min 47 s |
| 2e | Primož Roglič      | Slovénie | LottoNL-Jumbo     | + 0 s           |
| 3e | Gorka Izagirre     | Espagne  | Bahrain-Merida    | + 0 s           |
| 4e | Mikel Landa        | Espagne  | Movistar Team     | + 0 s           |
| 5e | Patrick Konrad     | Autriche | Bora-Hansgrohe    | + 15 s          |
| 6e | Eduard Prades      | Espagne  | Euskadi-Murias    | + 15 s          |
| 7e | Pello Bilbao       | Espagne  | Astana            | + 15 s          |
| 8e | Rudy Molard        | France   | Groupama-FDJ      | + 15 s          |
| 9e | Enric Mas          | Espagne  | Quick-Step Floors | + 15 s          |
| 10e | Ion Izagirre       | Espagne  | Bahrain-Merida    | + 15 s          |

| \| Classement général \| Classement général \| Classement général \| Classement général \| Classement général \| \| Coureur \| Coureur \| Pays \| Équipe \| Temps \| \| ------------------ \| ------------------ \| ------------------ \| ------------------ \| ------------------ \| \| 1er \| Julian Alaphilippe \| France \| Quick-Step Floors \| 8 h 29 min 13 s \| \| 2e \| Primož Roglič \| Slovénie \| LottoNL-Jumbo \| + 8 s \| \| 3e \| Gorka Izagirre \| Espagne \| Bahrain-Merida \| + 39 s \| \| 4e \| Mikel Landa \| Espagne \| Movistar Team \| + 43 s \| \| 5e \| Pello Bilbao \| Espagne \| Astana \| + 54 s \| \| 6e \| Patrick Konrad \| Autriche \| Bora-Hansgrohe \| + 58 s \| \| 7e \| Enric Mas \| Espagne \| Quick-Step Floors \| + 58 s \| \| 8e \| Emanuel Buchmann \| Allemagne \| Bora-Hansgrohe \| + 58 s \| \| 9e \| Rudy Molard \| France \| Groupama-FDJ \| + 58 s \| \| 10e \| Romain Bardet \| France \| AG2R La Mondiale \| + 58 s \| |                    |           |                   |                 |
| |                    |           |                   |                 |
| |                    |           |                   |                 |
| Classement général |                    |           |                   |                 |
| Coureur | Coureur            | Pays      | Équipe            | Temps           |
| 1er | Julian Alaphilippe | France    | Quick-Step Floors | 8 h 29 min 13 s |
| 2e | Primož Roglič      | Slovénie  | LottoNL-Jumbo     | + 8 s           |
| 3e | Gorka Izagirre     | Espagne   | Bahrain-Merida    | + 39 s          |
| 4e | Mikel Landa        | Espagne   | Movistar Team     | + 43 s          |
| 5e | Pello Bilbao       | Espagne   | Astana            | + 54 s          |
| 6e | Patrick Konrad     | Autriche  | Bora-Hansgrohe    | + 58 s          |
| 7e | Enric Mas          | Espagne   | Quick-Step Floors | + 58 s          |
| 8e | Emanuel Buchmann   | Allemagne | Bora-Hansgrohe    | + 58 s          |
| 9e | Rudy Molard        | France    | Groupama-FDJ      | + 58 s          |
| 10e | Romain Bardet      | France    | AG2R La Mondiale  | + 58 s          |

### 3eétape
| \| Classement de l'étape \| Classement de l'étape \| Classement de l'étape \| Classement de l'étape \| Classement de l'étape \| \| Coureur \| Coureur \| Pays \| Équipe \| Temps \| \| --------------------- \| --------------------- \| --------------------- \| --------------------- \| --------------------- \| \| 1er \| Jay McCarthy \| Australie \| Bora-Hansgrohe \| 4 h 49 min 39 s \| \| 2e \| Aleksandr Riabushenko \| Biélorussie \| UAE Team Emirates \| + 0 s \| \| 3e \| Michał Kwiatkowski \| Pologne \| Team Sky \| + 0 s \| \| 4e \| Michael Albasini \| Suisse \| Mitchelton-Scott \| + 0 s \| \| 5e \| Enrique Sanz \| Espagne \| Euskadi-Murias \| + 0 s \| \| 6e \| Julian Alaphilippe \| France \| Quick-Step Floors \| + 0 s \| \| 7e \| Michael Matthews \| Australie \| Team Sunweb \| + 0 s \| \| 8e \| Jesús Ezquerra \| Espagne \| Burgos-BH \| + 0 s \| \| 9e \| Pello Bilbao \| Espagne \| Astana \| + 0 s \| \| 10e \| Enrico Battaglin \| Italie \| LottoNL-Jumbo \| + 0 s \| |                       |             |                   |                 |
| |                       |             |                   |                 |
| |                       |             |                   |                 |
| Classement de l'étape |                       |             |                   |                 |
| Coureur | Coureur               | Pays        | Équipe            | Temps           |
| 1er | Jay McCarthy          | Australie   | Bora-Hansgrohe    | 4 h 49 min 39 s |
| 2e | Aleksandr Riabushenko | Biélorussie | UAE Team Emirates | + 0 s           |
| 3e | Michał Kwiatkowski    | Pologne     | Team Sky          | + 0 s           |
| 4e | Michael Albasini      | Suisse      | Mitchelton-Scott  | + 0 s           |
| 5e | Enrique Sanz          | Espagne     | Euskadi-Murias    | + 0 s           |
| 6e | Julian Alaphilippe    | France      | Quick-Step Floors | + 0 s           |
| 7e | Michael Matthews      | Australie   | Team Sunweb       | + 0 s           |
| 8e | Jesús Ezquerra        | Espagne     | Burgos-BH         | + 0 s           |
| 9e | Pello Bilbao          | Espagne     | Astana            | + 0 s           |
| 10e | Enrico Battaglin      | Italie      | LottoNL-Jumbo     | + 0 s           |

| \| Classement général \| Classement général \| Classement général \| Classement général \| Classement général \| \| Coureur \| Coureur \| Pays \| Équipe \| Temps \| \| ------------------ \| ------------------ \| ------------------ \| ------------------ \| ------------------ \| \| 1er \| Julian Alaphilippe \| France \| Quick-Step Floors \| 13 h 18 min 52 s \| \| 2e \| Primož Roglič \| Slovénie \| LottoNL-Jumbo \| + 8 s \| \| 3e \| Gorka Izagirre \| Espagne \| Bahrain-Merida \| + 39 s \| \| 4e \| Mikel Landa \| Espagne \| Movistar Team \| + 43 s \| \| 5e \| Pello Bilbao \| Espagne \| Astana \| + 54 s \| \| 6e \| Rudy Molard \| France \| Groupama-FDJ \| + 58 s \| \| 7e \| Emanuel Buchmann \| Allemagne \| Bora-Hansgrohe \| + 58 s \| \| 8e \| Romain Bardet \| France \| AG2R La Mondiale \| + 58 s \| \| 9e \| Enric Mas \| Espagne \| Quick-Step Floors \| + 58 s \| \| 10e \| Patrick Konrad \| Autriche \| Bora-Hansgrohe \| + 58 s \| |                    |           |                   |                  |
| |                    |           |                   |                  |
| |                    |           |                   |                  |
| Classement général |                    |           |                   |                  |
| Coureur | Coureur            | Pays      | Équipe            | Temps            |
| 1er | Julian Alaphilippe | France    | Quick-Step Floors | 13 h 18 min 52 s |
| 2e | Primož Roglič      | Slovénie  | LottoNL-Jumbo     | + 8 s            |
| 3e | Gorka Izagirre     | Espagne   | Bahrain-Merida    | + 39 s           |
| 4e | Mikel Landa        | Espagne   | Movistar Team     | + 43 s           |
| 5e | Pello Bilbao       | Espagne   | Astana            | + 54 s           |
| 6e | Rudy Molard        | France    | Groupama-FDJ      | + 58 s           |
| 7e | Emanuel Buchmann   | Allemagne | Bora-Hansgrohe    | + 58 s           |
| 8e | Romain Bardet      | France    | AG2R La Mondiale  | + 58 s           |
| 9e | Enric Mas          | Espagne   | Quick-Step Floors | + 58 s           |
| 10e | Patrick Konrad     | Autriche  | Bora-Hansgrohe    | + 58 s           |

### 4eétape
| \| Classement de l'étape \| Classement de l'étape \| Classement de l'étape \| Classement de l'étape \| Classement de l'étape \| \| Coureur \| Coureur \| Pays \| Équipe \| Temps \| \| --------------------- \| --------------------- \| --------------------- \| --------------------- \| --------------------- \| \| 1er \| Primož Roglič \| Slovénie \| LottoNL-Jumbo \| 22 min 26 s \| \| 2e \| Patrick Bevin \| Nouvelle-Zélande \| BMC Racing Team \| + 9 s \| \| 3e \| Vasil Kiryienka \| Biélorussie \| Team Sky \| + 11 s \| \| 4e \| Jonathan Castroviejo \| Espagne \| Team Sky \| + 14 s \| \| 5e \| Michał Kwiatkowski \| Pologne \| Team Sky \| + 20 s \| \| 6e \| Michael Matthews \| Australie \| Team Sunweb \| + 36 s \| \| 7e \| David de la Cruz \| Espagne \| Team Sky \| + 37 s \| \| 8e \| Julian Alaphilippe \| France \| Quick-Step Floors \| + 42 s \| \| 9e \| Bauke Mollema \| Pays-Bas \| Trek-Segafredo \| + 43 s \| \| 10e \| Damiano Caruso \| Italie \| BMC Racing Team \| + 43 s \| |                      |                  |                   |             |
| |                      |                  |                   |             |
| |                      |                  |                   |             |
| Classement de l'étape |                      |                  |                   |             |
| Coureur | Coureur              | Pays             | Équipe            | Temps       |
| 1er | Primož Roglič        | Slovénie         | LottoNL-Jumbo     | 22 min 26 s |
| 2e | Patrick Bevin        | Nouvelle-Zélande | BMC Racing Team   | + 9 s       |
| 3e | Vasil Kiryienka      | Biélorussie      | Team Sky          | + 11 s      |
| 4e | Jonathan Castroviejo | Espagne          | Team Sky          | + 14 s      |
| 5e | Michał Kwiatkowski   | Pologne          | Team Sky          | + 20 s      |
| 6e | Michael Matthews     | Australie        | Team Sunweb       | + 36 s      |
| 7e | David de la Cruz     | Espagne          | Team Sky          | + 37 s      |
| 8e | Julian Alaphilippe   | France           | Quick-Step Floors | + 42 s      |
| 9e | Bauke Mollema        | Pays-Bas         | Trek-Segafredo    | + 43 s      |
| 10e | Damiano Caruso       | Italie           | BMC Racing Team   | + 43 s      |

| \| Classement général \| Classement général \| Classement général \| Classement général \| Classement général \| \| Coureur \| Coureur \| Pays \| Équipe \| Temps \| \| ------------------ \| ------------------ \| ------------------ \| ------------------ \| ------------------ \| \| 1er \| Primož Roglič \| Slovénie \| LottoNL-Jumbo \| 13 h 41 min 26 s \| \| 2e \| Julian Alaphilippe \| France \| Quick-Step Floors \| + 34 s \| \| 3e \| Bauke Mollema \| Pays-Bas \| Trek-Segafredo \| + 1 min 33 s \| \| 4e \| Patrick Konrad \| Autriche \| Bora-Hansgrohe \| + 1 min 36 s \| \| 5e \| Gorka Izagirre \| Espagne \| Bahrain-Merida \| + 1 min 42 s \| \| 6e \| Emanuel Buchmann \| Allemagne \| Bora-Hansgrohe \| + 1 min 48 s \| \| 7e \| Mikel Landa \| Espagne \| Movistar Team \| + 1 min 51 s \| \| 8e \| Pello Bilbao \| Espagne \| Astana \| + 1 min 57 s \| \| 9e \| Nairo Quintana \| Colombie \| Movistar Team \| + 2 min 08 s \| \| 10e \| Ion Izagirre \| Espagne \| Bahrain-Merida \| + 2 min 11 s \| |                    |           |                   |                  |
| |                    |           |                   |                  |
| |                    |           |                   |                  |
| Classement général |                    |           |                   |                  |
| Coureur | Coureur            | Pays      | Équipe            | Temps            |
| 1er | Primož Roglič      | Slovénie  | LottoNL-Jumbo     | 13 h 41 min 26 s |
| 2e | Julian Alaphilippe | France    | Quick-Step Floors | + 34 s           |
| 3e | Bauke Mollema      | Pays-Bas  | Trek-Segafredo    | + 1 min 33 s     |
| 4e | Patrick Konrad     | Autriche  | Bora-Hansgrohe    | + 1 min 36 s     |
| 5e | Gorka Izagirre     | Espagne   | Bahrain-Merida    | + 1 min 42 s     |
| 6e | Emanuel Buchmann   | Allemagne | Bora-Hansgrohe    | + 1 min 48 s     |
| 7e | Mikel Landa        | Espagne   | Movistar Team     | + 1 min 51 s     |
| 8e | Pello Bilbao       | Espagne   | Astana            | + 1 min 57 s     |
| 9e | Nairo Quintana     | Colombie  | Movistar Team     | + 2 min 08 s     |
| 10e | Ion Izagirre       | Espagne   | Bahrain-Merida    | + 2 min 11 s     |

### 5eétape
| \| Classement de l'étape \| Classement de l'étape \| Classement de l'étape \| Classement de l'étape \| Classement de l'étape \| \| Coureur \| Coureur \| Pays \| Équipe \| Temps \| \| --------------------- \| --------------------- \| --------------------- \| -------------------------- \| --------------------- \| \| 1er \| Omar Fraile \| Espagne \| Astana \| 3 h 53 min 59 s \| \| 2e \| Primož Roglič \| Slovénie \| LottoNL-Jumbo \| + 0 s \| \| 3e \| Ion Izagirre \| Espagne \| Bahrain-Merida \| + 0 s \| \| 4e \| Carlos Verona \| Espagne \| Mitchelton-Scott \| + 0 s \| \| 5e \| José Herrada \| Espagne \| Cofidis, Solutions Crédits \| + 0 s \| \| 6e \| Mikel Landa \| Espagne \| Movistar Team \| + 0 s \| \| 7e \| Mark Padun \| Ukraine \| Bahrain-Merida \| + 15 s \| \| 8e \| Pello Bilbao \| Espagne \| Astana \| + 1 min 27 s \| \| 9e \| Rui Costa \| Portugal \| UAE Team Emirates \| + 1 min 27 s \| \| 10e \| Jai Hindley \| Australie \| Team Sunweb \| + 1 min 27 s \| |               |           |                            |                 |
| |               |           |                            |                 |
| |               |           |                            |                 |
| Classement de l'étape |               |           |                            |                 |
| Coureur | Coureur       | Pays      | Équipe                     | Temps           |
| 1er | Omar Fraile   | Espagne   | Astana                     | 3 h 53 min 59 s |
| 2e | Primož Roglič | Slovénie  | LottoNL-Jumbo              | + 0 s           |
| 3e | Ion Izagirre  | Espagne   | Bahrain-Merida             | + 0 s           |
| 4e | Carlos Verona | Espagne   | Mitchelton-Scott           | + 0 s           |
| 5e | José Herrada  | Espagne   | Cofidis, Solutions Crédits | + 0 s           |
| 6e | Mikel Landa   | Espagne   | Movistar Team              | + 0 s           |
| 7e | Mark Padun    | Ukraine   | Bahrain-Merida             | + 15 s          |
| 8e | Pello Bilbao  | Espagne   | Astana                     | + 1 min 27 s    |
| 9e | Rui Costa     | Portugal  | UAE Team Emirates          | + 1 min 27 s    |
| 10e | Jai Hindley   | Australie | Team Sunweb                | + 1 min 27 s    |

| \| Classement général \| Classement général \| Classement général \| Classement général \| Classement général \| \| Coureur \| Coureur \| Pays \| Équipe \| Temps \| \| ------------------ \| ------------------ \| ------------------ \| ------------------------- \| ------------------ \| \| 1er \| Primož Roglič \| Slovénie \| LottoNL-Jumbo \| 17 h 35 min 19 s \| \| 2e \| Mikel Landa \| Espagne \| Movistar Team \| + 1 min 57 s \| \| 3e \| Ion Izagirre \| Espagne \| Bahrain-Merida \| + 2 min 13 s \| \| 4e \| Julian Alaphilippe \| France \| Quick-Step Floors \| + 2 min 55 s \| \| 5e \| Bauke Mollema \| Pays-Bas \| Trek-Segafredo \| + 3 min 06 s \| \| 6e \| Emanuel Buchmann \| Allemagne \| Bora-Hansgrohe \| + 3 min 21 s \| \| 7e \| Pello Bilbao \| Espagne \| Astana \| + 3 min 30 s \| \| 8e \| Nairo Quintana \| Colombie \| Movistar Team \| + 3 min 41 s \| \| 9e \| David de la Cruz \| Espagne \| Team Sky \| + 3 min 49 s \| \| 10e \| Rigoberto Urán \| Colombie \| EF Education First-Drapac \| + 3 min 57 s \| |                    |           |                           |                  |
| |                    |           |                           |                  |
| |                    |           |                           |                  |
| Classement général |                    |           |                           |                  |
| Coureur | Coureur            | Pays      | Équipe                    | Temps            |
| 1er | Primož Roglič      | Slovénie  | LottoNL-Jumbo             | 17 h 35 min 19 s |
| 2e | Mikel Landa        | Espagne   | Movistar Team             | + 1 min 57 s     |
| 3e | Ion Izagirre       | Espagne   | Bahrain-Merida            | + 2 min 13 s     |
| 4e | Julian Alaphilippe | France    | Quick-Step Floors         | + 2 min 55 s     |
| 5e | Bauke Mollema      | Pays-Bas  | Trek-Segafredo            | + 3 min 06 s     |
| 6e | Emanuel Buchmann   | Allemagne | Bora-Hansgrohe            | + 3 min 21 s     |
| 7e | Pello Bilbao       | Espagne   | Astana                    | + 3 min 30 s     |
| 8e | Nairo Quintana     | Colombie  | Movistar Team             | + 3 min 41 s     |
| 9e | David de la Cruz   | Espagne   | Team Sky                  | + 3 min 49 s     |
| 10e | Rigoberto Urán     | Colombie  | EF Education First-Drapac | + 3 min 57 s     |

### 6eétape
| \| Classement de l'étape \| Classement de l'étape \| Classement de l'étape \| Classement de l'étape \| Classement de l'étape \| \| Coureur \| Coureur \| Pays \| Équipe \| Temps \| \| --------------------- \| --------------------- \| --------------------- \| --------------------- \| --------------------- \| \| 1er \| Enric Mas \| Espagne \| Quick-Step Floors \| 3 h 17 min 34 s \| \| 2e \| Mikel Landa \| Espagne \| Movistar Team \| + 12 s \| \| 3e \| Ion Izagirre \| Espagne \| Bahrain-Merida \| + 27 s \| \| 4e \| Dylan Teuns \| Belgique \| BMC Racing Team \| + 27 s \| \| 5e \| Nairo Quintana \| Colombie \| Movistar Team \| + 30 s \| \| 6e \| Thomas De Gendt \| Belgique \| Lotto-Soudal \| + 45 s \| \| 7e \| Emanuel Buchmann \| Allemagne \| Bora-Hansgrohe \| + 47 s \| \| 8e \| Gregor Mühlberger \| Autriche \| Bora-Hansgrohe \| + 54 s \| \| 9e \| Primož Roglič \| Slovénie \| LottoNL-Jumbo \| + 54 s \| \| 10e \| Patrick Konrad \| Autriche \| Bora-Hansgrohe \| + 54 s \| |                   |           |                   |                 |
| |                   |           |                   |                 |
| |                   |           |                   |                 |
| Classement de l'étape |                   |           |                   |                 |
| Coureur | Coureur           | Pays      | Équipe            | Temps           |
| 1er | Enric Mas         | Espagne   | Quick-Step Floors | 3 h 17 min 34 s |
| 2e | Mikel Landa       | Espagne   | Movistar Team     | + 12 s          |
| 3e | Ion Izagirre      | Espagne   | Bahrain-Merida    | + 27 s          |
| 4e | Dylan Teuns       | Belgique  | BMC Racing Team   | + 27 s          |
| 5e | Nairo Quintana    | Colombie  | Movistar Team     | + 30 s          |
| 6e | Thomas De Gendt   | Belgique  | Lotto-Soudal      | + 45 s          |
| 7e | Emanuel Buchmann  | Allemagne | Bora-Hansgrohe    | + 47 s          |
| 8e | Gregor Mühlberger | Autriche  | Bora-Hansgrohe    | + 54 s          |
| 9e | Primož Roglič     | Slovénie  | LottoNL-Jumbo     | + 54 s          |
| 10e | Patrick Konrad    | Autriche  | Bora-Hansgrohe    | + 54 s          |

## Classements finals

### Classement général final
| \| Classement général \| Classement général \| Classement général \| Classement général \| Classement général \| \| Coureur \| Coureur \| Pays \| Équipe \| Temps \| \| ------------------ \| ------------------- \| ------------------ \| -------------------------- \| ------------------ \| \| 1er \| Primož Roglič \| Slovénie \| LottoNL-Jumbo \| 20 h 53 min 47 s \| \| 2e \| Mikel Landa \| Espagne \| Movistar Team \| + 1 min 09 s \| \| 3e \| Ion Izagirre \| Espagne \| Bahrain-Merida \| + 1 min 42 s \| \| 4e \| Emanuel Buchmann \| Allemagne \| Bora-Hansgrohe \| + 3 min 14 s \| \| 5e \| Nairo Quintana \| Colombie \| Movistar Team \| + 3 min 17 s \| \| 6e \| Enric Mas \| Espagne \| Quick-Step Floors \| + 3 min 29 s \| \| 7e \| Bauke Mollema \| Pays-Bas \| Trek-Segafredo \| + 3 min 50 s \| \| 8e \| Pello Bilbao \| Espagne \| Astana \| + 4 min 14 s \| \| 9e \| David de la Cruz \| Espagne \| Team Sky \| + 4 min 15 s \| \| 10e \| Patrick Konrad \| Autriche \| Bora-Hansgrohe \| + 5 min 30 s \| \| 11e \| Dylan Teuns \| Belgique \| BMC Racing Team \| + 5 min 34 s \| \| 12e \| Rui Costa \| Portugal \| UAE Team Emirates \| + 6 min 29 s \| \| 13e \| Romain Bardet \| France \| AG2R La Mondiale \| + 7 min 08 s \| \| 14e \| José Herrada \| Espagne \| Cofidis, Solutions Crédits \| + 7 min 40 s \| \| 15e \| Jesper Hansen \| Danemark \| Astana \| + 9 min 29 s \| \| 16e \| Jack Haig \| Australie \| Mitchelton-Scott \| + 10 min 21 s \| \| 17e \| Alexis Vuillermoz \| France \| AG2R La Mondiale \| + 11 min 50 s \| \| 18e \| Bjorg Lambrecht \| Belgique \| Lotto-Soudal \| + 12 min 55 s \| \| 19e \| Nicolas Edet \| France \| Cofidis, Solutions Crédits \| + 13 min 07 s \| \| 20e \| Carlos Verona \| Espagne \| Mitchelton-Scott \| + 13 min 12 s \| \| 21e \| Ilnur Zakarin \| Russie \| Katusha-Alpecin \| + 14 min 03 s \| \| 22e \| Igor Antón \| Espagne \| Dimension Data \| + 14 min 12 s \| \| 23e \| Hermann Pernsteiner \| Autriche \| Bahrain-Merida \| + 14 min 33 s \| \| 24e \| Pieter Serry \| Belgique \| Quick-Step Floors \| + 14 min 35 s \| \| 25e \| Alex Aranburu \| Espagne \| Caja Rural-Seguros RGA \| + 14 min 43 s \| |                     |           |                            |                  |
| |                     |           |                            |                  |
| Source : ProCyclingStats |                     |           |                            |                  |
| Classement général |                     |           |                            |                  |
| Coureur | Coureur             | Pays      | Équipe                     | Temps            |
| 1er | Primož Roglič       | Slovénie  | LottoNL-Jumbo              | 20 h 53 min 47 s |
| 2e | Mikel Landa         | Espagne   | Movistar Team              | + 1 min 09 s     |
| 3e | Ion Izagirre        | Espagne   | Bahrain-Merida             | + 1 min 42 s     |
| 4e | Emanuel Buchmann    | Allemagne | Bora-Hansgrohe             | + 3 min 14 s     |
| 5e | Nairo Quintana      | Colombie  | Movistar Team              | + 3 min 17 s     |
| 6e | Enric Mas           | Espagne   | Quick-Step Floors          | + 3 min 29 s     |
| 7e | Bauke Mollema       | Pays-Bas  | Trek-Segafredo             | + 3 min 50 s     |
| 8e | Pello Bilbao        | Espagne   | Astana                     | + 4 min 14 s     |
| 9e | David de la Cruz    | Espagne   | Team Sky                   | + 4 min 15 s     |
| 10e | Patrick Konrad      | Autriche  | Bora-Hansgrohe             | + 5 min 30 s     |
| 11e | Dylan Teuns         | Belgique  | BMC Racing Team            | + 5 min 34 s     |
| 12e | Rui Costa           | Portugal  | UAE Team Emirates          | + 6 min 29 s     |
| 13e | Romain Bardet       | France    | AG2R La Mondiale           | + 7 min 08 s     |
| 14e | José Herrada        | Espagne   | Cofidis, Solutions Crédits | + 7 min 40 s     |
| 15e | Jesper Hansen       | Danemark  | Astana                     | + 9 min 29 s     |
| 16e | Jack Haig           | Australie | Mitchelton-Scott           | + 10 min 21 s    |
| 17e | Alexis Vuillermoz   | France    | AG2R La Mondiale           | + 11 min 50 s    |
| 18e | Bjorg Lambrecht     | Belgique  | Lotto-Soudal               | + 12 min 55 s    |
| 19e | Nicolas Edet        | France    | Cofidis, Solutions Crédits | + 13 min 07 s    |
| 20e | Carlos Verona       | Espagne   | Mitchelton-Scott           | + 13 min 12 s    |
| 21e | Ilnur Zakarin       | Russie    | Katusha-Alpecin            | + 14 min 03 s    |
| 22e | Igor Antón          | Espagne   | Dimension Data             | + 14 min 12 s    |
| 23e | Hermann Pernsteiner | Autriche  | Bahrain-Merida             | + 14 min 33 s    |
| 24e | Pieter Serry        | Belgique  | Quick-Step Floors          | + 14 min 35 s    |
| 25e | Alex Aranburu       | Espagne   | Caja Rural-Seguros RGA     | + 14 min 43 s    |

### Classements annexes
| Classement de la montagne | Classement de la montagne | Classement de la montagne | Classement de la montagne | Classement de la montagne |
| Coureur                   | Coureur                   | Pays                      | Équipe                    | Points                    |
| ------------------------- | ------------------------- | ------------------------- | ------------------------- | ------------------------- |
| 1er                       | Carlos Verona             | Espagne                   | Mitchelton-Scott          | 55 pts                    |
| 2e                        | Mark Padun                | Ukraine                   | Bahrain-Merida            | 34 pts                    |
| 3e                        | Thomas De Gendt           | Belgique                  | Lotto-Soudal              | 32 pts                    |
| 4e                        | Enric Mas                 | Espagne                   | Quick-Step Floors         | 19 pts                    |
| 5e                        | Mikel Landa               | Espagne                   | Movistar Team             | 18 pts                    |
| 6e                        | Jonathan Lastra           | Espagne                   | Caja Rural-Seguros RGA    | 11 pts                    |
| 7e                        | David López García        | Espagne                   | Team Sky                  | 11 pts                    |
| 8e                        | Alexis Vuillermoz         | France                    | AG2R La Mondiale          | 9 pts                     |
| 9e                        | Primož Roglič             | Slovénie                  | LottoNL-Jumbo             | 8 pts                     |
| 10e                       | Gregor Mühlberger         | Autriche                  | Bora-Hansgrohe            | 7 pts                     |

| Classement de la montagne | Classement de la montagne | Classement de la montagne | Classement de la montagne | Classement de la montagne |
| Coureur                   | Coureur                   | Pays                      | Équipe                    | Points                    |
| ------------------------- | ------------------------- | ------------------------- | ------------------------- | ------------------------- |
| 1er                       | Carlos Verona             | Espagne                   | Mitchelton-Scott          | 55 pts                    |
| 2e                        | Mark Padun                | Ukraine                   | Bahrain-Merida            | 34 pts                    |
| 3e                        | Thomas De Gendt           | Belgique                  | Lotto-Soudal              | 32 pts                    |
| 4e                        | Enric Mas                 | Espagne                   | Quick-Step Floors         | 19 pts                    |
| 5e                        | Mikel Landa               | Espagne                   | Movistar Team             | 18 pts                    |
| 6e                        | Jonathan Lastra           | Espagne                   | Caja Rural-Seguros RGA    | 11 pts                    |
| 7e                        | David López García        | Espagne                   | Team Sky                  | 11 pts                    |
| 8e                        | Alexis Vuillermoz         | France                    | AG2R La Mondiale          | 9 pts                     |
| 9e                        | Primož Roglič             | Slovénie                  | LottoNL-Jumbo             | 8 pts                     |
| 10e                       | Gregor Mühlberger         | Autriche                  | Bora-Hansgrohe            | 7 pts                     |

| Classement par points | Classement par points | Classement par points | Classement par points | Classement par points |
| Coureur               | Coureur               | Pays                  | Équipe                | Points                |
| --------------------- | --------------------- | --------------------- | --------------------- | --------------------- |
| 1er                   | Primož Roglič         | Slovénie              | LottoNL-Jumbo         | 92 pts                |
| 2e                    | Julian Alaphilippe    | France                | Quick-Step Floors     | 68 pts                |
| 3e                    | Enric Mas             | Espagne               | Quick-Step Floors     | 48 pts                |
| 4e                    | Mikel Landa           | Espagne               | Movistar Team         | 46 pts                |
| 5e                    | Pello Bilbao          | Espagne               | Astana                | 43 pts                |
| 6e                    | Ion Izagirre          | Espagne               | Bahrain-Merida        | 38 pts                |
| 7e                    | Patrick Konrad        | Autriche              | Bora-Hansgrohe        | 31 pts                |
| 8e                    | Gorka Izagirre        | Espagne               | Bahrain-Merida        | 30 pts                |
| 9e                    | Omar Fraile           | Espagne               | Astana                | 27 pts                |
| 10e                   | Emanuel Buchmann      | Allemagne             | Bora-Hansgrohe        | 27 pts                |

| Classement par points | Classement par points | Classement par points | Classement par points | Classement par points |
| Coureur               | Coureur               | Pays                  | Équipe                | Points                |
| --------------------- | --------------------- | --------------------- | --------------------- | --------------------- |
| 1er                   | Primož Roglič         | Slovénie              | LottoNL-Jumbo         | 92 pts                |
| 2e                    | Julian Alaphilippe    | France                | Quick-Step Floors     | 68 pts                |
| 3e                    | Enric Mas             | Espagne               | Quick-Step Floors     | 48 pts                |
| 4e                    | Mikel Landa           | Espagne               | Movistar Team         | 46 pts                |
| 5e                    | Pello Bilbao          | Espagne               | Astana                | 43 pts                |
| 6e                    | Ion Izagirre          | Espagne               | Bahrain-Merida        | 38 pts                |
| 7e                    | Patrick Konrad        | Autriche              | Bora-Hansgrohe        | 31 pts                |
| 8e                    | Gorka Izagirre        | Espagne               | Bahrain-Merida        | 30 pts                |
| 9e                    | Omar Fraile           | Espagne               | Astana                | 27 pts                |
| 10e                   | Emanuel Buchmann      | Allemagne             | Bora-Hansgrohe        | 27 pts                |

| Classement du meilleur jeune | Classement du meilleur jeune | Classement du meilleur jeune | Classement du meilleur jeune | Classement du meilleur jeune |
| Coureur                      | Coureur                      | Pays                         | Équipe                       | Temps                        |
| ---------------------------- | ---------------------------- | ---------------------------- | ---------------------------- | ---------------------------- |
| 1er                          | Enric Mas                    | Espagne                      | Quick-Step Floors            | 20 h 57 min 16 s             |
| 2e                           | Jack Haig                    | Australie                    | Mitchelton-Scott             | + 6 min 52 s                 |
| 3e                           | Bjorg Lambrecht              | Belgique                     | Lotto-Soudal                 | + 9 min 26 s                 |
| 4e                           | Alex Aranburu                | Espagne                      | Caja Rural-Seguros RGA       | + 11 min 14 s                |
| 5e                           | Valentin Madouas             | France                       | Groupama-FDJ                 | + 15 min 16 s                |
| 6e                           | Óscar Cabedo                 | Espagne                      | Burgos-BH                    | + 15 min 17 s                |
| 7e                           | Felix Großschartner          | Autriche                     | Bora-Hansgrohe               | + 25 min 19 s                |
| 8e                           | Julen Amézqueta              | Espagne                      | Caja Rural-Seguros RGA       | + 27 min 41 s                |
| 9e                           | Léo Vincent                  | France                       | Groupama-FDJ                 | + 29 min 08 s                |
| 10e                          | Jai Hindley                  | Australie                    | Team Sunweb                  | + 29 min 17 s                |

| Classement du meilleur jeune | Classement du meilleur jeune | Classement du meilleur jeune | Classement du meilleur jeune | Classement du meilleur jeune |
| Coureur                      | Coureur                      | Pays                         | Équipe                       | Temps                        |
| ---------------------------- | ---------------------------- | ---------------------------- | ---------------------------- | ---------------------------- |
| 1er                          | Enric Mas                    | Espagne                      | Quick-Step Floors            | 20 h 57 min 16 s             |
| 2e                           | Jack Haig                    | Australie                    | Mitchelton-Scott             | + 6 min 52 s                 |
| 3e                           | Bjorg Lambrecht              | Belgique                     | Lotto-Soudal                 | + 9 min 26 s                 |
| 4e                           | Alex Aranburu                | Espagne                      | Caja Rural-Seguros RGA       | + 11 min 14 s                |
| 5e                           | Valentin Madouas             | France                       | Groupama-FDJ                 | + 15 min 16 s                |
| 6e                           | Óscar Cabedo                 | Espagne                      | Burgos-BH                    | + 15 min 17 s                |
| 7e                           | Felix Großschartner          | Autriche                     | Bora-Hansgrohe               | + 25 min 19 s                |
| 8e                           | Julen Amézqueta              | Espagne                      | Caja Rural-Seguros RGA       | + 27 min 41 s                |
| 9e                           | Léo Vincent                  | France                       | Groupama-FDJ                 | + 29 min 08 s                |
| 10e                          | Jai Hindley                  | Australie                    | Team Sunweb                  | + 29 min 17 s                |

| Classement par équipes | Classement par équipes     | Classement par équipes | Classement par équipes |
| Équipe                 | Équipe                     | Pays                   | Temps                  |
| ---------------------- | -------------------------- | ---------------------- | ---------------------- |
| 1re                    | Movistar Team              | Espagne                | 62 h 57 min 52 s       |
| 2e                     | Bahrain-Merida             | Bahreïn                | + 4 min 01 s           |
| 3e                     | Bora-Hansgrohe             | Allemagne              | + 10 min 37 s          |
| 4e                     | Astana                     | Kazakhstan             | + 11 min 23 s          |
| 5e                     | Quick-Step Floors          | Belgique               | + 11 min 25 s          |
| 6e                     | Cofidis, Solutions Crédits | France                 | + 12 min 05 s          |
| 7e                     | AG2R La Mondiale           | France                 | + 17 min 18 s          |
| 8e                     | Lotto Soudal               | Belgique               | + 19 min 56 s          |
| 9e                     | Katusha-Alpecin            | Suisse                 | + 30 min 04 s          |
| 10e                    | Sky                        | Royaume-Uni            | + 31 min 19 s          |

| Classement par équipes | Classement par équipes     | Classement par équipes | Classement par équipes |
| Équipe                 | Équipe                     | Pays                   | Temps                  |
| ---------------------- | -------------------------- | ---------------------- | ---------------------- |
| 1re                    | Movistar Team              | Espagne                | 62 h 57 min 52 s       |
| 2e                     | Bahrain-Merida             | Bahreïn                | + 4 min 01 s           |
| 3e                     | Bora-Hansgrohe             | Allemagne              | + 10 min 37 s          |
| 4e                     | Astana                     | Kazakhstan             | + 11 min 23 s          |
| 5e                     | Quick-Step Floors          | Belgique               | + 11 min 25 s          |
| 6e                     | Cofidis, Solutions Crédits | France                 | + 12 min 05 s          |
| 7e                     | AG2R La Mondiale           | France                 | + 17 min 18 s          |
| 8e                     | Lotto Soudal               | Belgique               | + 19 min 56 s          |
| 9e                     | Katusha-Alpecin            | Suisse                 | + 30 min 04 s          |
| 10e                    | Sky                        | Royaume-Uni            | + 31 min 19 s          |

### Classements UCI
Le Tour du Pays basque attribue le même nombre des points pour l'UCI World Tour 2018 (uniquement pour les coureurs membres d'équipes World Tour) et le Classement mondial UCI (pour tous les coureurs).
| Position           | 1er | 2e  | 3e  | 4e  | 5e  | 6e  | 7e  | 8e  | 9e | 10e | 11e | 12e | 13e | 14e | 15e | 16e à 20e | 21e à 30e | 31e à 50e | 51e à 55e | 56e à 60e |
| Classement général | 400 | 320 | 260 | 220 | 180 | 140 | 120 | 100 | 80 | 68  | 56  | 48  | 40  | 32  | 28  | 24        | 16        | 8         | 4         | 2         |
| Par étapes         | 50  | 20  | 8   |     |     |     |     |     |    |     |     |     |     |     |     |           |           |           |           |           |
| Leader             | 8   |     |     |     |     |     |     |     |    |     |     |     |     |     |     |           |           |           |           |           |

| Rang | Coureur            | Équipe            | Général | Etape | Leader | Total |
| ---- | ------------------ | ----------------- | ------- | ----- | ------ | ----- |
| 1er  | Primož Roglič      | Lotto NL-Jumbo    | 400     | 110   | 16     | 526   |
| 2e   | Mikel Landa        | Movistar          | 320     |       |        | 320   |
| 3e   | Ion Izagirre       | Bahrain-Merida    | 260     | 8     |        | 268   |
| 4e   | Emanuel Buchmann   | Bora-Hansgrohe    | 220     |       |        | 220   |
| 5e   | Nairo Quintana     | Movistar          | 180     |       |        | 180   |
| 6e   | Enric Mas          | Quick-Step Floors | 180     |       |        | 140   |
| 7e   | Julian Alaphilippe | Quick-Step Floors | 8       | 100   | 24     | 132   |
| 8e   | Bauke Mollema      | Trek-Segafredo    | 120     |       |        | 120   |
| 9e   | Peio Bilbao        | Astana            | 100     | 8     |        | 108   |
| 10e  | David de la Cruz   | Sky               | 80      |       |        | 80    |

#### Classements UCI World Tour à l'issue de la course
| Rang | Coureur            | Équipe            | Points |
| ---- | ------------------ | ----------------- | ------ |
| 1er  | Peter Sagan        | Bora-Hansgrohe    | 1126   |
| 2e   | Alejandro Valverde | Movistar          | 1079   |
| 3e   | Tiesj Benoot       | Lotto-Soudal      | 986    |
| 4e   | Niki Terpstra      | Quick-Step Floors | 972    |
| 5e   | Daryl Impey        | Mitchelton-Scott  | 861.57 |
| 6e   | Arnaud Démare      | Groupama-FDJ      | 827    |
| 7e   | Philippe Gilbert   | Quick-Step Floors | 820    |
| 8e   | Elia Viviani       | Quick-Step Floors | 817    |
| 9e   | Simon Yates        | Mitchelton-Scott  | 760    |
| 10e  | Marc Soler         | Movistar          | 745    |

| Rang | Équipe            | Points  |
| ---- | ----------------- | ------- |
| 1er  | Quick-Step Floors | 4876    |
| 2e   | Movistar          | 3252    |
| 3e   | Mitchelton-Scott  | 3202.99 |
| 4e   | Bora-Hansgrohe    | 2893    |
| 5e   | BMC Racing        | 2845.99 |
| 6e   | Bahrain-Merida    | 2461    |
| 7e   | Sky               | 2342.01 |
| 8e   | Lotto-Soudal      | 1984    |
| 9e   | Astana            | 1971    |
| 10e  | Trek-Segafredo    | 1835    |

## Évolution des classements
| Étape              | Vainqueur          | Classement général | Classement par points | Classement de la montagne | Classement du meilleur jeune | Classement par équipes |
| ------------------ | ------------------ | ------------------ | --------------------- | ------------------------- | ---------------------------- | ---------------------- |
| 1                  | Julian Alaphilippe | Julian Alaphilippe | Julian Alaphilippe    | Jonathan Lastra           | Enric Mas                    | Quick-Step Floors      |
| 2                  | Julian Alaphilippe | Julian Alaphilippe | Julian Alaphilippe    | Mark Padun                | Enric Mas                    | Quick-Step Floors      |
| 3                  | Jay McCarthy       | Julian Alaphilippe | Julian Alaphilippe    | Thomas de Gendt           | Enric Mas                    | Quick-Step Floors      |
| 4                  | Primož Roglič      | Primož Roglič      | Julian Alaphilippe    | Thomas de Gendt           | Enric Mas                    | Quick-Step Floors      |
| 5                  | Omar Fraile        | Primož Roglič      | Primož Roglič         | Mark Padun                | Jack Haig                    | Bahrain-Merida         |
| 6                  | Enric Mas          | Primož Roglič      | Primož Roglič         | Carlos Verona             | Enric Mas                    | Movistar               |
| Classements finals | Classements finals | Primož Roglič      | Primož Roglič         | Carlos Verona             | Enric Mas                    | Movistar               |

## Liste des participants
- Liste de départ complète

| Légende                             | Légende                                                                                                  | Légende                                | Légende                                                                                                  |
| ----------------------------------- | --- | -------------------------------------- | --- |
| Num                                 | Dossard de départ porté par le coureur sur ce Tour du Pays basque                                        | Pos                                    | Position finale au classement général                                                                    |
| Leader du classement général        | Indique le vainqueur du classement général                                                               | Leader du classement par points        | Indique le vainqueur du classement par points                                                            |
| Leader du classement de la montagne | Indique le vainqueur du classement de la montagne                                                        | Leader du classement du meilleur jeune | Indique le vainqueur du classement du meilleur jeune                                                     |
|                                     | Indique un maillot de champion national ou mondial, suivi de sa spécialité                               | #                                      | Indique la meilleure équipe                                                                              |
| NP                                  | Indique un coureur qui n'a pas pris le départ d'une étape, suivi du numéro de l'étape où il s'est retiré | AB                                     | Indique un coureur qui n'a pas terminé une étape, suivi du numéro de l'étape où il s'est retiré          |
| HD                                  | Indique un coureur qui a terminé une étape hors des délais, suivi du numéro de l'étape                   | *                                      | Indique un coureur en lice pour le classement du meilleur jeune (coureurs nés après le 1er janvier 1994) |

| Movistar# MOV                         | Movistar# MOV            | Movistar# MOV |
| ------------------------------------- | ------------------------ | ------------- |
| Num                                   | Coureur                  | Pos           |
| 1                                     | Mikel Landa (ESP)        | 2e            |
| 2                                     | Winner Anacona (COL)     | 71e           |
| 3                                     | Carlos Betancur (COL)    | 27e           |
| 4                                     | Víctor de la Parte (ESP) | 66e           |
| 5                                     | Nairo Quintana (COL)     | 5e            |
| 6                                     | José Joaquín Rojas (ESP) | 39e           |
| 7                                     | Rafael Valls (ESP)       | AB-6          |
| Directeur sportif : José Luis Arrieta |                          |               |

| AG2R La Mondiale ALM              | AG2R La Mondiale ALM      | AG2R La Mondiale ALM |
| --------------------------------- | ------------------------- | -------------------- |
| Num                               | Coureur                   | Pos                  |
| 11                                | Romain Bardet (FRA)       | 13e                  |
| 12                                | Hubert Dupont (FRA)       | 58e                  |
| 13                                | Ben Gastauer (LUX)        | 70e                  |
| 14                                | Cyril Gautier (FRA)       | NP-6                 |
| 15                                | Pierre Latour (FRA) (Clm) | AB-6                 |
| 16                                | Jan Bakelants (BEL)       | 43e                  |
| 17                                | Alexis Vuillermoz (FRA)   | 17e                  |
| Directeur sportif : Didier Jannel |                           |                      |

| Astana AST                          | Astana AST               | Astana AST |
| ----------------------------------- | ------------------------ | ---------- |
| Num                                 | Coureur                  | Pos        |
| 21                                  | Peio Bilbao (ESP)        | 8e         |
| 22                                  | Zhandos Bizhigitov (KAZ) | 99e        |
| 23                                  | Dario Cataldo (ITA)      | 87e        |
| 24                                  | Sergey Chernetskiy (RUS) | AB-6       |
| 25                                  | Omar Fraile (ESP)        | 26e        |
| 26                                  | Jesper Hansen (DEN)      | 15e        |
| 27                                  | Moreno Moser (ITA)       | AB-6       |
| Directeur sportif : Alexandr Shefer |                          |            |

| Bahrain-Merida TBM                  | Bahrain-Merida TBM        | Bahrain-Merida TBM |
| ----------------------------------- | ------------------------- | ------------------ |
| Num                                 | Coureur                   | Pos                |
| 31                                  | Vincenzo Nibali (ITA)     | NP-5               |
| 32                                  | Yukiya Arashiro (JPN)     | 95e                |
| 33                                  | Gorka Izagirre (ESP)      | 41e                |
| 34                                  | Ion Izagirre (ESP)        | 3e                 |
| 35                                  | Mark Padun (UKR)*         | 60e                |
| 36                                  | Franco Pellizotti (ITA)   | 73e                |
| 37                                  | Hermann Pernsteiner (AUT) | 23e                |
| Directeur sportif : Gorazd Štangelj |                           |                    |

| BMC Racing BMC                   | BMC Racing BMC             | BMC Racing BMC |
| -------------------------------- | -------------------------- | -------------- |
| Num                              | Coureur                    | Pos            |
| 41                               | Richie Porte (AUS)         | AB-6           |
| 42                               | Patrick Bevin (NZL)        | AB-5           |
| 43                               | Damiano Caruso (ITA)       | 67e            |
| 44                               | Alessandro De Marchi (ITA) | 51e            |
| 45                               | Simon Gerrans (AUS)        | AB-6           |
| 46                               | Dylan Teuns (BEL)          | 11e            |
| 47                               | Danilo Wyss (SUI)          | AB-6           |
| Directeur sportif : Valerio Piva |                            |                |

| Bora-Hansgrohe BOH                  | Bora-Hansgrohe BOH        | Bora-Hansgrohe BOH |
| ----------------------------------- | ------------------------- | ------------------ |
| Num                                 | Coureur                   | Pos                |
| 51                                  | Lukas Pöstlberger (AUT)   | NP-6               |
| 52                                  | Cesare Benedetti (ITA)    | AB-6               |
| 53                                  | Emanuel Buchmann (GER)    | 4e                 |
| 54                                  | Felix Großschartner (AUT) | 46e                |
| 55                                  | Patrick Konrad (AUT)      | 10e                |
| 56                                  | Jay McCarthy (AUS)        | AB-6               |
| 57                                  | Gregor Mühlberger (AUT)*  | 63e                |
| Directeur sportif : Christian Pömer |                           |                    |

| Burgos-BH BBH                   | Burgos-BH BBH         | Burgos-BH BBH |
| ------------------------------- | --------------------- | ------------- |
| Num                             | Coureur               | Pos           |
| 61                              | Jordi Simón (ESP)     | 69e           |
| 62                              | Óscar Cabedo (ESP)*   | 34e           |
| 63                              | Jesús Ezquerra (ESP)  | 54e           |
| 64                              | Matvey Mamykin (RUS)* | AB-2          |
| 65                              | Igor Merino (ESP)     | 82e           |
| 66                              | Ibai Salas (ESP)      | 84e           |
| 67                              | Pablo Torres (ESP)    | 88e           |
| Directeur sportif : José Cabedo |                       |               |

| Caja Rural-Seguros RGA CJR             | Caja Rural-Seguros RGA CJR | Caja Rural-Seguros RGA CJR |
| -------------------------------------- | -------------------------- | -------------------------- |
| Num                                    | Coureur                    | Pos                        |
| 71                                     | Sergio Pardilla (ESP)      | AB-6                       |
| 72                                     | Julen Amézqueta (ESP)      | 52e                        |
| 73                                     | Alex Aranburu (ESP)        | 25e                        |
| 74                                     | Jon Irisarri (ESP)*        | 93e                        |
| 75                                     | Jonathan Lastra (ESP)      | 78e                        |
| 76                                     | Lluís Mas (ESP)            | AB-6                       |
| 77                                     | Nelson Soto (COL)*         | NP-6                       |
| Directeur sportif : Eugenio Goikoetxea |                            |                            |

| Cofidis COF                              | Cofidis COF                 | Cofidis COF |
| ---------------------------------------- | --------------------------- | ----------- |
| Num                                      | Coureur                     | Pos         |
| 81                                       | Jesús Herrada (ESP) (Route) | 49e         |
| 82                                       | Nicolas Edet (FRA)          | 19e         |
| 83                                       | José Herrada (ESP)          | 14e         |
| 84                                       | Luis Ángel Maté (ESP)       | 38e         |
| 85                                       | Daniel Navarro (ESP)        | 40e         |
| 86                                       | Anthony Perez (FRA)         | 90e         |
| 87                                       | Daniel Teklehaimanot (ERI)  | 89e         |
| Directeur sportif : Christian Guiberteau |                             |             |

| Euskadi Basque Country-Murias EUS | Euskadi Basque Country-Murias EUS | Euskadi Basque Country-Murias EUS |
| --------------------------------- | --------------------------------- | --------------------------------- |
| Num                               | Coureur                           | Pos                               |
| 91                                | Eduard Prades (ESP)               | 28e                               |
| 92                                | Aritz Bagües (ESP)                | 97e                               |
| 93                                | Fernando Barceló (ESP)*           | 94e                               |
| 94                                | Mikel Bizkarra (ESP)              | 32e                               |
| 95                                | Garikoitz Bravo (ESP)             | 31e                               |
| 96                                | Aitor González Prieto (ESP)       | AB-5                              |
| 97                                | Enrique Sanz (ESP)                | 91e                               |
| Directeur sportif : Xabier Muriel |                                   |                                   |

| Groupama-FDJ GFC                | Groupama-FDJ GFC        | Groupama-FDJ GFC |
| ------------------------------- | ----------------------- | ---------------- |
| Num                             | Coureur                 | Pos              |
| 101                             | Rudy Molard (FRA)       | NP-6             |
| 102                             | Bruno Armirail (FRA)*   | 98e              |
| 103                             | Valentin Madouas (FRA)* | 33e              |
| 104                             | Steve Morabito (SUI)    | AB-3             |
| 105                             | Anthony Roux (FRA)      | AB-6             |
| 106                             | Romain Seigle (FRA)*    | AB-6             |
| 107                             | Léo Vincent (FRA)*      | 55e              |
| Directeur sportif : Yvon Madiot |                         |                  |

| Lotto-Soudal LTS                | Lotto-Soudal LTS         | Lotto-Soudal LTS |
| ------------------------------- | ------------------------ | ---------------- |
| Num                             | Coureur                  | Pos              |
| 111                             | Sander Armée (BEL)       | 79e              |
| 112                             | Thomas De Gendt (BEL)    | 59e              |
| 113                             | Bjorg Lambrecht (BEL)*   | 18e              |
| 114                             | Rémy Mertz (BEL)*        | 96e              |
| 115                             | Maxime Monfort (BEL)     | 42e              |
| 116                             | Tosh Van der Sande (BEL) | 44e              |
| 117                             | Jelle Vanendert (BEL)    | AB-6             |
| Directeur sportif : Mario Aerts |                          |                  |

| Mitchelton-Scott MTS            | Mitchelton-Scott MTS          | Mitchelton-Scott MTS |
| ------------------------------- | ----------------------------- | -------------------- |
| Num                             | Coureur                       | Pos                  |
| 121                             | Michael Albasini (SUI)        | AB-6                 |
| 122                             | Jack Haig (AUS)               | 16e                  |
| 123                             | Lucas Hamilton (AUS)*         | 61e                  |
| 124                             | Damien Howson (AUS)           | AB-6                 |
| 125                             | Christopher Juul Jensen (DEN) | 85e                  |
| 126                             | Robert Power (AUS)            | 65e                  |
| 127                             | Carlos Verona (ESP)           | 20e                  |
| Directeur sportif : Julian Dean |                               |                      |

| Quick-Step Floors QST              | Quick-Step Floors QST    | Quick-Step Floors QST |
| ---------------------------------- | ------------------------ | --------------------- |
| Num                                | Coureur                  | Pos                   |
| 131                                | Julian Alaphilippe (FRA) | 35e                   |
| 132                                | Eros Capecchi (ITA)      | 86e                   |
| 133                                | Rémi Cavagna (FRA)*      | 80e                   |
| 134                                | James Knox (GBR)*        | AB-6                  |
| 135                                | Enric Mas (ESP)*         | 6e                    |
| 136                                | Jhonatan Narváez (ECU)*  | AB-5                  |
| 137                                | Pieter Serry (BEL)       | 24e                   |
| Directeur sportif : Davide Bramati |                          |                       |

| Dimension Data DDD                   | Dimension Data DDD               | Dimension Data DDD |
| ------------------------------------ | -------------------------------- | ------------------ |
| Num                                  | Coureur                          | Pos                |
| 141                                  | Igor Antón (ESP)                 | 22e                |
| 142                                  | Steve Cummings (GBR) (Route/Clm) | AB-6               |
| 143                                  | Amanuel Gebrezgabihier (ERI)*    | AB-6               |
| 144                                  | Benjamin King (USA)              | 83e                |
| 145                                  | Lachlan Morton (AUS)             | AB-6               |
| 146                                  | Serge Pauwels (BEL)              | 53e                |
| 147                                  | Tom-Jelte Slagter (NED)          | 77e                |
| Directeur sportif : Bingen Fernández |                                  |                    |

| EF Education First-Drapac EFD          | EF Education First-Drapac EFD | EF Education First-Drapac EFD |
| -------------------------------------- | ----------------------------- | ----------------------------- |
| Num                                    | Coureur                       | Pos                           |
| 151                                    | Rigoberto Urán (COL)          | AB-6                          |
| 152                                    | Nathan Brown (USA)            | 36e                           |
| 153                                    | Brendan Canty (AUS)           | AB-6                          |
| 154                                    | Hugh Carthy (GBR)*            | NP-6                          |
| 155                                    | Lawson Craddock (USA)         | AB-6                          |
| 156                                    | Alex Howes (USA)              | 76e                           |
| 157                                    | Michael Woods (CAN)           | 29e                           |
| Directeur sportif : Juan Manuel Gárate |                               |                               |

| Katusha-Alpecin TKA                  | Katusha-Alpecin TKA       | Katusha-Alpecin TKA |
| ------------------------------------ | ------------------------- | ------------------- |
| Num                                  | Coureur                   | Pos                 |
| 161                                  | Ilnur Zakarin (RUS) (Clm) | 21e                 |
| 162                                  | Steff Cras (BEL)*         | 74e                 |
| 163                                  | Ian Boswell (USA)         | 62e                 |
| 164                                  | Robert Kišerlovski (CRO)  | 30e                 |
| 165                                  | Maurits Lammertink (NED)  | 45e                 |
| 166                                  | Willie Smit (RSA)         | 92e                 |
| 167                                  | Simon Špilak (SLO)        | 48e                 |
| Directeur sportif : Dimitri Konyshev |                           |                     |

| Lotto NL-Jumbo TLJ                | Lotto NL-Jumbo TLJ      | Lotto NL-Jumbo TLJ |
| --------------------------------- | ----------------------- | ------------------ |
| Num                               | Coureur                 | Pos                |
| 171                               | Primož Roglič (SLO)     | 1er                |
| 172                               | Enrico Battaglin (ITA)  | AB-6               |
| 173                               | Sepp Kuss (USA)*        | AB-6               |
| 174                               | Bert-Jan Lindeman (NED) | AB-6               |
| 175                               | Paul Martens (GER)      | AB-6               |
| 176                               | Neilson Powless (USA)*  | AB-6               |
| 177                               | Floris De Tier (BEL)    | AB-6               |
| Directeur sportif : Frans Maassen |                         |                    |

| Sky SKY                           | Sky SKY                          | Sky SKY |
| --------------------------------- | -------------------------------- | ------- |
| Num                               | Coureur                          | Pos     |
| 181                               | Michał Kwiatkowski (POL) (Clm)   | NP-6    |
| 182                               | Jonathan Castroviejo (ESP) (Clm) | AB-6    |
| 183                               | David de la Cruz (ESP)           | 9e      |
| 184                               | Tao Geoghegan Hart (GBR)*        | 68e     |
| 185                               | Vasil Kiryienka (BLR)            | 56e     |
| 186                               | David López García (ESP)         | 72e     |
| 187                               | Pavel Sivakov (RUS)*             | AB-5    |
| Directeur sportif : Gabriel Rasch |                                  |         |

| Sunweb SUN                       | Sunweb SUN                | Sunweb SUN |
| -------------------------------- | ------------------------- | ---------- |
| Num                              | Coureur                   | Pos        |
| 191                              | Michael Matthews (AUS)    | AB-6       |
| 192                              | Johannes Fröhlinger (GER) | 75e        |
| 193                              | Chad Haga (USA)           | AB-6       |
| 194                              | Jai Hindley (AUS)*        | 57e        |
| 195                              | Michael Storer (AUS)*     | NP-5       |
| 196                              | Laurens ten Dam (NED)     | AB-6       |
| 197                              | Martijn Tusveld (NED)     | NP-1       |
| Directeur sportif : Aike Visbeek |                           |            |

| Trek-Segafredo TFS               | Trek-Segafredo TFS     | Trek-Segafredo TFS |
| -------------------------------- | ---------------------- | ------------------ |
| Num                              | Coureur                | Pos                |
| 201                              | Bauke Mollema (NED)    | 7e                 |
| 202                              | Fabio Felline (ITA)    | AB-6               |
| 203                              | Michael Gogl (AUT)     | AB-6               |
| 204                              | Tsgabu Grmay (ETH)     | 37e                |
| 205                              | Ruben Guerreiro (POR)* | AB-6               |
| 206                              | Toms Skujiņš (LAT)     | AB-6               |
| 207                              | Peter Stetina (USA)    | AB-6               |
| Directeur sportif : Kim Andersen |                        |                    |

| UAE Emirates UAD                           | UAE Emirates UAD             | UAE Emirates UAD |
| ------------------------------------------ | ---------------------------- | ---------------- |
| Num                                        | Coureur                      | Pos              |
| 211                                        | Rui Costa (POR)              | 12e              |
| 212                                        | Anass Aït El Abdia (MAR)     | 64e              |
| 213                                        | Matteo Bono (ITA)            | AB-6             |
| 214                                        | Manuele Mori (ITA)           | AB-6             |
| 215                                        | Jan Polanc (SLO)             | 47e              |
| 216                                        | Aleksandr Riabushenko (BLR)* | 81e              |
| 217                                        | Diego Ulissi (ITA)           | 50e              |
| Directeur sportif : José Antonio Fernández |                              |                  |